# 이케야 유키
이케야 유키(일본어: 池谷 友喜, 1995년 6월 27일~)는 일본의 축구 선수이다.

## 구단 경력
그는 2018년 J2리그의 로아소 구마모토에 입단했다. 2019년 J3리그의 가마타마레 사누키로 이적했다. 2020년까지 48경기에 출전하여, 3득점을 넣었다. 2021년 크리아카오 신주쿠로 이적했다.